# Shpola (huyện)
Huyện Shpola (tiếng Ukraina: Шполянський район, chuyển tự: Shpolas’kyi raion) là một huyện của tỉnh Cherkasy thuộc Ukraina. Huyện Shpola có diện tích 1105 km², dân số theo điều tra dân số ngày 5 tháng 12 năm 2001 là 52077 người với mật độ 47 người/km2. Trung tâm huyện nằm ở Shpola.